# Schleifenzug

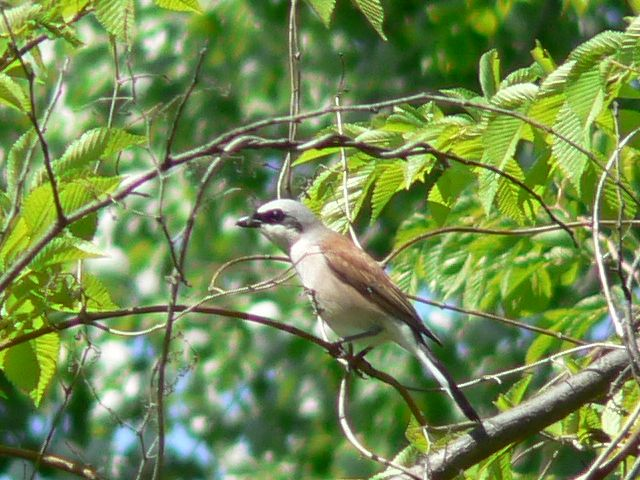
Der Neuntöter (Lanius collurio) zählt zu den Schleifenziehern

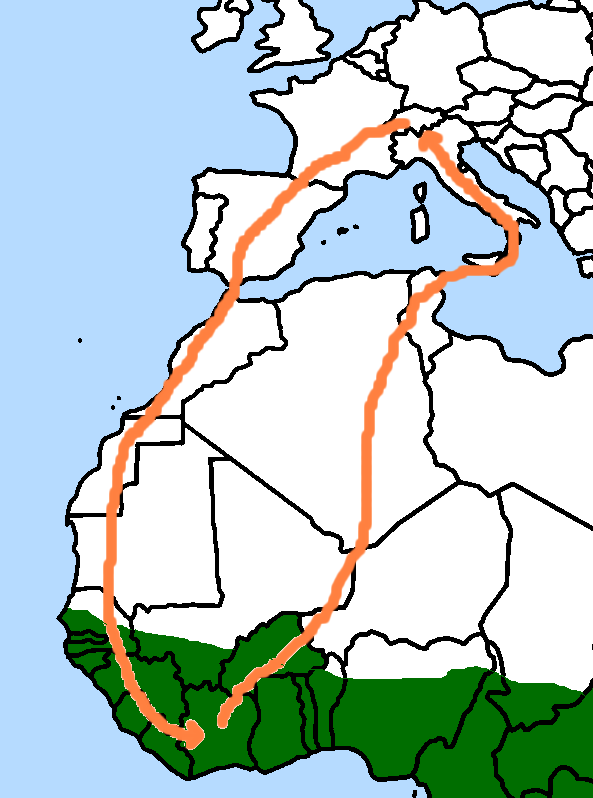
Schleifenzug in der Schweiz beringter Milvus migrans migrans

Beim Schleifenzug bilden Zugvögel eine Zugschleife, die – von Art zu Art verschieden – sowohl im wie auch gegen den Uhrzeigersinn verlaufen kann. Entscheidend ist: Wegzug und Heimzug verlaufen auf ganz und gar verschiedenen Routen.
Ein typischer Schleifenzieher ist der heimische Neuntöter; die Route seines Wegzuges liegt wesentlich westlicher als die des Heimzuges. Andere Beispiele sind Kampfläufer, Sichelstrandläufer, Wachtel und Rauchschwalbe.
Ob Vögel Schleifenzieher sind, ist allerdings nicht allein von der Artzugehörigkeit abhängig, sondern kann auch populationsabhängig sein. Die europäischen Brutvögel der Teichrallen kehren auf demselben Weg in ihre Brutareale zurück, auf dem sie auch dorthin gekommen sind. Für ihre im asiatischen Gebiet brütenden Artverwandten gilt dies offenbar nicht. Aufgrund von Beobachtungen weiß man, dass dort die ziehenden Teichrallen während ihres Zuges im Herbst über Kabul zu beobachten sind. Für ihre Rückkehr im Frühjahr gilt dies aber nicht. Sie nutzen für die Rückkehr offenbar eine andere Flugroute. Die vorherrschenden Windverhältnisse während der beiden Zeiten des Vogelzugs könnten für das Zustandekommen einer solchen Zugschleife mit verantwortlich sein, müssen dies aber nicht.